# Glycera robusta
Glycera robusta är en ringmaskart som beskrevs av Ehlers 1868. Glycera robusta ingår i släktet Glycera och familjen Glyceridae. Inga underarter finns listade i Catalogue of Life.